# نمایندگی تگزاس
جمهوری تگزاس از ۱۸۳۶ تا ۱۹۴۵ در واشینگتن، دی.سی., لندن، و پاریس (1 Place Vendôme) نمایندگی تگزاس (انگلیسی: Texas Legation) را دائر کرده بود. در رأس این نمایندگی دیپلماتیک مقامی پایین‌تر از رتبهٔ سفیر قرار داشت.
این نمایندگی‌ها در ۱۸۴۵ که جمهوری تگزاس به یکی از ایالات آمریکا بدل شد، تعطیل شدند.
در لندن این نمایندگی در کاخ پیکرینگ در نزدیکی کاخ سینت جیمز قرار داشت. در پارس این نمایندگی در نزدیکی باغ تویلری قرار داشت.